# Aline Magnusson

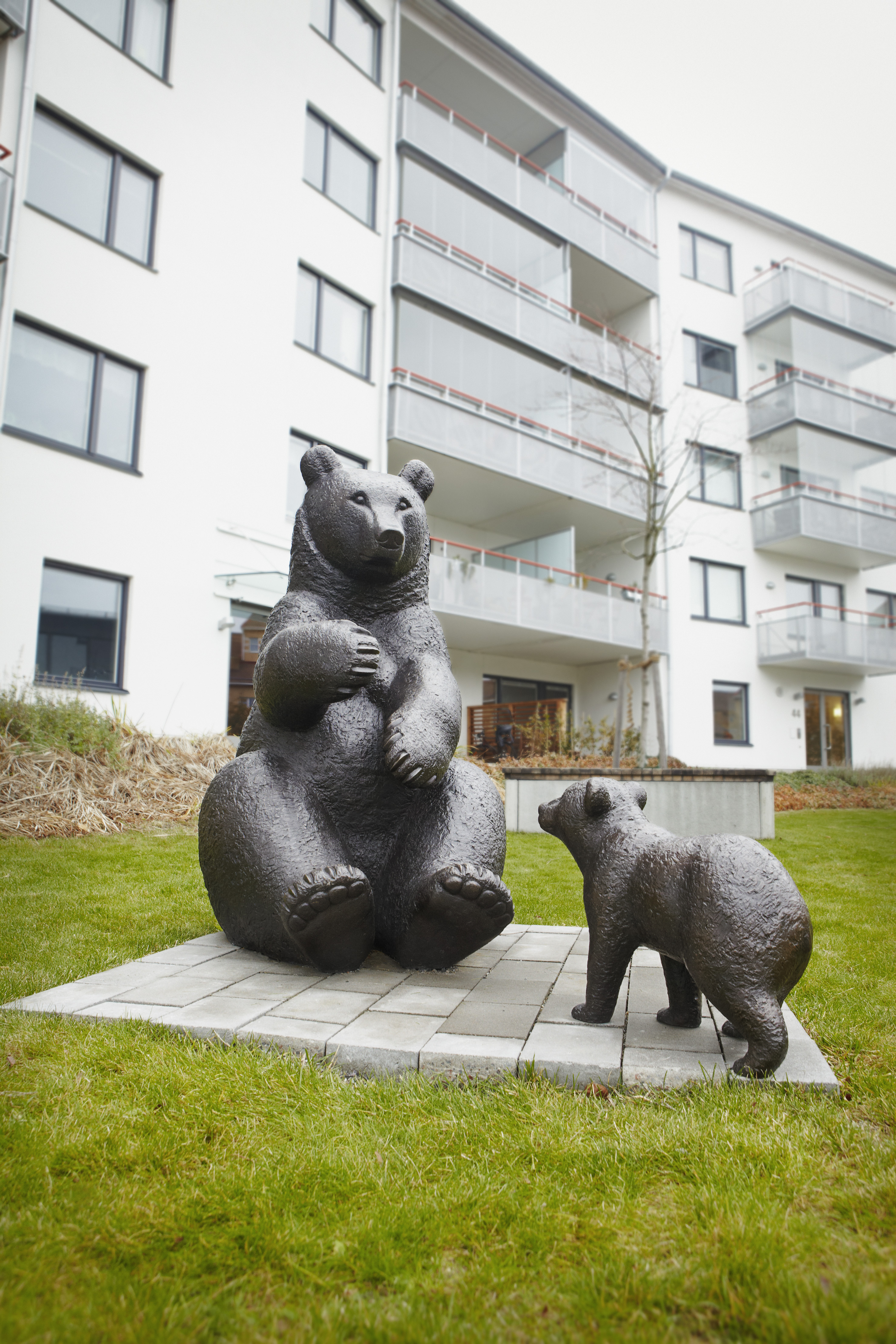
Quadro, HSB Nacka Fórum, Sydney 2011, bronze.
Foto: Tomas Södergren

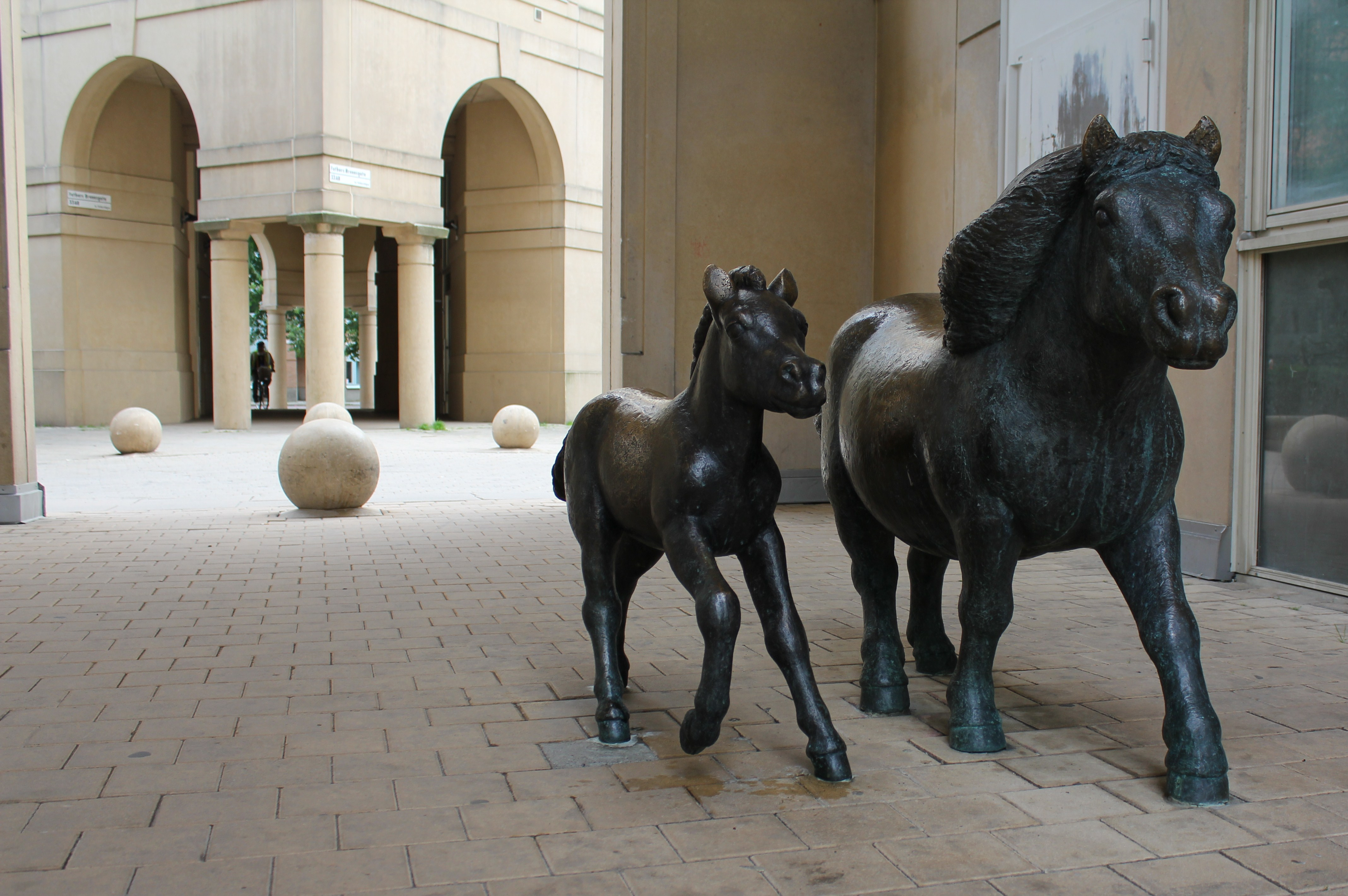
Daphne e Olle em Bofills arco, Södermalm, Estocolmo

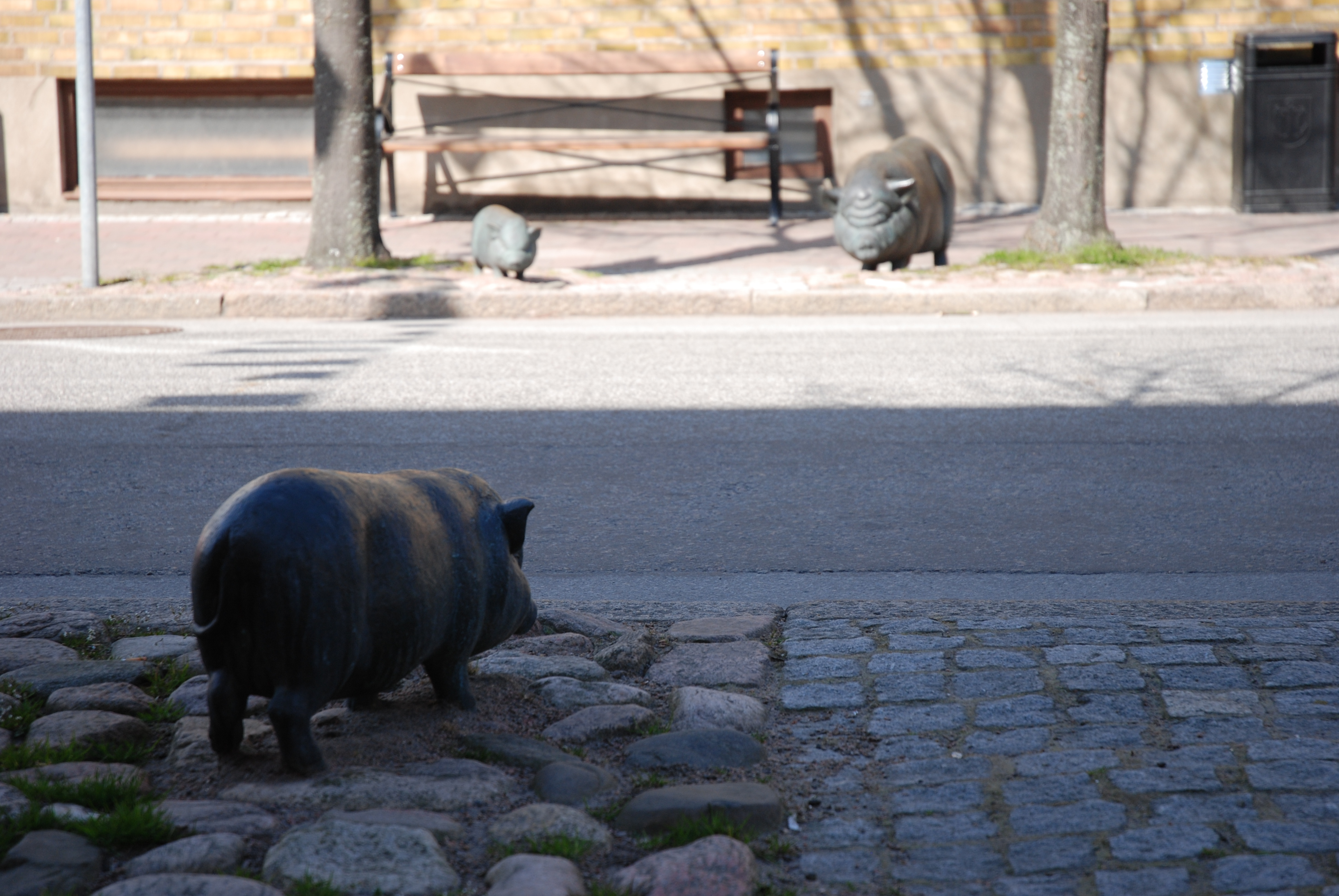
På upptäcksfärd i Höganäs

Aline Dorothy Mary Magnusson, nascida em 29 de março de 1939, na Irlanda, é uma escultora sueca.
Aline Magnusson cresceu em uma fazenda no nordeste da Irlanda e morava na Suécia desde 1963. Ela treinou no oeste da Inglaterra College of Art, em Bristol, Reino Unido 1956-1961, no Konstfack em Estocolmo 1967-1970, e na Academia de Belas Artes de Estocolmo (1970-1976).
Aline Magnusson é mais conhecido por esculturas naturalistas de cavalos e outros animais.

## Obras oúblicas
- Norsk fjordhäst (1973), brons, Kvarteret Fältöversten i Stockholm
- Fyra årstider (1974), relief i gips, Ambassaden i Brasília
- Huset året runt (1981), fyra reliefer, målad gips, Gnosjö vårdhem
- Valborgsmässoeld (1983), målad gips, Fruängens Vårdcentral
- Noshörning (1991), brons, Jarlaberg i Nacka
- Svenska husdjur och Häst och bagge (1991), Kvarteret Trädskolan i Enskede i Stockholm
- Betty, Susi, Sofia och de andra (1992), flera djurskulpturer i brons, Södra Stationsområdet i Stockholm
- Sälberget (1992), sju bronsskulpturer, brons, Nacka strand, Nacka
- Travhäst (1992), brons, Örebro Travbana
- Små husdjur (1994), brons, Bostadsrättsföreningen Lärkträdet i Haninge
- Häst med tvillingföl, brons (1994), Orminge Centrum, Nacka
- Hästkvintett (1996), brons, Hallonbergens centrum i Sundbyberg
- Sto och föl (1997), brons, Sinnenas och Minnenas Park i Hällefors
- Katt och ekorre (1997), brons, Bostadsområdet Polstjärnan i Hällefors
- Ridhästar (1997), brons, Barkabyskolans gård, Järfälla
- Djuren i lutgården (1997), elva bronsskulpturer, Kvarteret Skvadronen i Rissne i Sundbyberg
- På upptäcktsfärd (2001), brons, Storgatan i Höganäs
- Flicka och höna (2001), Källebergsg. 31, Viskafors
- En hjord (2005), brons, utanför Jägersro köpcentrum i Malmö
- Hängbukssvin, brons, universitetssjukhuset i Linköping
- Arbetshästar, brons, Solna Strandväg 987, Solna
- Små tamdjur, Ylande vargfamilj och Lekande kalv och fölunge (1994), brons, Bostadsrättsföreningen Snickaren i Bandhagen i Stockholm
- tre bronsskulpturer, Bostadsrättsföreningen Tre Kullar, Ekerö
- Vattenbuffel, brons, Nässjö